# Coggeshall
Coggeshall est une ville et une paroisse civile de l'Essex, en Angleterre. Elle se trouve dans le nord du comté, entre Colchester et Braintree, sur la Blackwater.

## Étymologie
Le nom Coggeshall, prononcé /ˈkɒksəl/ ou /ˈkɒɡɪʃəl/ en anglais, est d'origine vieil-anglaise, mais son étymologie n'est pas établie avec certitude. Si le deuxième élément du nom est clairement halh, qui désigne un creux ou un endroit isolé, le premier élément est plus difficile à identifier. Il pourrait s'agir du nom d'un individu associé à ce lieu, *Cocc ou *Cogg, mais il pourrait également s'agir d'un substantif tel que cocc « coq, bécasse », *cocc « amas, collinette » ou encore *cogg « engrenage ». Le nom de la ville est attesté pour la première fois dans un testament établi entre 1052 et 1066 sous la forme Kockeshale. Quelques décennies plus tard, dans le Domesday Book (compilé en 1086), Coggeshall est appelée Cogheshala.
Dans la langue anglaise, l'expression « a Coggeshall job » désigne une action stupide. Comme ceux de Gotham, les habitants de Coggeshall avaient la réputation d'être particulièrement bêtes et plusieurs histoires circulaient à leur sujet pour illustrer cette supposée bêtise. Dans l'une d'elles, les villageois enchaînaient une brouette qu'un chien enragé avait mordu, de peur qu'elle ait elle aussi attrapé la rage.

## Histoire
Coggeshall est située sur l'ancienne voie romaine de Stane Street (en), qui relie Colchester à Braughing, dans le Hertfordshire. Cette voie correspond à la route A120 (en) du système routier britannique contemporain.
Vers 1140, le roi Étienne et sa femme Mathilde de Boulogne fondent une abbaye de l'ordre de Savigny à Coggeshall. Cette abbaye de Coggeshall devient cistercienne en 1147. Elle disparaît en 1538, dans le cadre de la dissolution des monastères ordonnée par le roi Henri VIII.
Au XIXe siècle, Coggeshall est réputé pour sa production de dentelle (Coggeshall lace). Cette industrie décline après la Première Guerre mondiale et disparaît après la Seconde.

## Administration
Administrativement, la paroisse civile de Coggeshall relève du district de Braintree. Au recensement de 2011, elle comptait 4 727 habitants.
Comme le reste du district de Braintree, Coggeshall appartient à la circonscription de Witham pour les élections à la Chambre des communes du Parlement britannique.

## Patrimoine

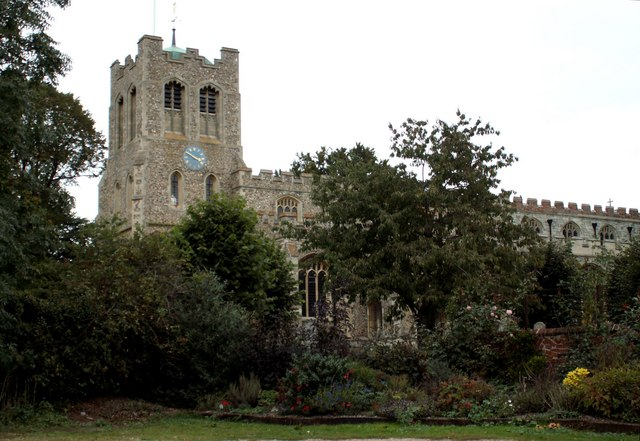
L'église paroissiale de Coggeshall.

L'église paroissiale de Coggeshall est dédiée à saint Pierre aux liens (St Peter ad Vincula). Construite dans le premier quart du XVe siècle sur le site d'une ancienne église normande, elle est l'une des plus grandes églises de tout l'Essex. Sa grande taille reflète la richesse engendrée par le commerce de la laine dans la région à l'époque. Elle est restaurée au XIXe siècle et à nouveau après la Seconde Guerre mondiale, ayant été endommagée lors d'un raid de la Luftwaffe pendant le Blitz. Elle constitue un monument classé de Grade I depuis 1966.

## Personnalités liées
- Raoul de Coggeshall (mort vers 1227), sixième abbé de Coggeshall, est l'auteur d'un Chronicon Anglicanum, chronique de l'histoire de l'Angleterre.